# Maritza Sayalero
Maritza Sayalero Fernández (Caracas, 16 de fevereiro de 1961) é uma rainha da beleza venezuelana, a primeira Miss Venezuela coroada como Miss Universo, título que conquistou em 19 de julho de 1979 em Perth, Austrália.

## Vida pessoal e Miss Universo
Nascida no Hospital Universitário, na Paróquia de San Pedro, capital venezuelana, ela estudava arquitetura na Universidade Central da Venezuela quando, aos 18 anos, levada pelas mãos de Osmel Sousa, o preparador de misses e depois presidente da Organización Miss Venezuela, que a descobriu num restaurante onde almoçava com seus pais, concorreu ao Miss Venezuela pelo Departamento de Vargas e venceu o concurso nacional, numa eleição tumultuada ao final, em que nem pôde desfilar com sua coroa devido ao tumulto provocado pela família de uma das derrotadas, ganhando o direito de representar o país no Miss Universo, que seria realizado pela primeira vez na Oceania.
Desde o começo do concurso, após a divulgação das fotografias das competidoras em trajes de banho, Maritza Sayalero se transformou em favorita à coroa, pela sua perfeita figura. Nas notas exibidas ao público pela televisão durante o desfile em maiôs, ela recebeu a nota mais alta. Ao fim do evento, ela venceu outras 74 concorrentes de todo mundo, inclusive a Miss Brasil Marta Jussara da Costa, quarta colocada, tornando-se a primeira de uma série de venezuelanas a conquistar  a coroa da beleza universal.
Logo após sua coroação, porém, o caos instalou-se no palco do evento, depois que a parte traseira dele desabou logo depois da coroação, após ser invadido por dezenas de fotógrafos e jornalistas, não aguentando o peso e ferindo diversas misses que caíram no buraco formado, incluindo a Miss Brasil, que teve o vestido destruído. Duas delas, Miss Turquia e Miss Malta, tiveram que ser transportadas ao hospital por causa dos ferimentos. Maritza não chegou a despencar do palco com o colapso da estrutura e ainda ajudou a impedir a queda da Miss Colômbia, segurando-a pelo braço.
Teve uma recepção apoteótica em seu retorno à Venezuela e foi recebida pelo presidente  no Palácio de Miraflores, sede do governo, onde chegou a desmaiar devido à multidão. Ela é até hoje a mais popular e querida Miss Universo venezuelana no seu país.

## Vida posterior
A vitória de Maritza aumentou enormemente o interesse das jovens do país pelos concursos de beleza, o que veio a levar a Venezuela a ser a maior potência do mundo em concursos internacionais e uma verdadeira fábrica de misses. Depois de passar a coroa à sua sucessora Shawn Weatherly, dos Estados Unidos, no ano seguinte, em outubro de 1980 ela casou-se com o tenista mexicano Raul Ramirez, com quem teve três filhos e vive hoje uma vida reservada de mãe e dona de casa em Ensenada, no estado de Baja California, no México.